# Trianguläre Arbitrage
Die trianguläre Arbitrage (auch Dreiecksarbitrage oder Cross-Currency-Arbitrage) ist eine Variante der räumlichen Arbitrage und bezeichnet ein Verfahren zur Ausnutzung einer Arbitragemöglichkeit, die sich aus Preisunterschieden zwischen drei unterschiedlichen Währungen im Devisenmarkt ergibt. Bei einer triangulären Arbitrage-Strategie wird eine Ausgangswährung in eine zweite getauscht, die zweite wird daraufhin in eine dritte getauscht, die zum Schluss in die ursprüngliche Währung getauscht wird. Während des zweiten Wechsels nutzt der Arbitrageur den existierenden Preisunterschied, der sich aus einer Divergenz zwischen dem Wechselkurs am Markt und dem implizierten Wechselkurs ergibt, um einen risikolosen Gewinn zu erwirtschaften.

## Wechselkursdivergenzen
Arbitragemöglichkeiten ergeben sich nur, wenn der von einer Bank geforderte Wechselkurs nicht mit dem implizierten Wechselkurs am Markt übereinstimmt. Die folgende Gleichung zeigt die Berechnung des implizierten Wechselkurses (Wechselkurs, der sich aus dem Verhältnis zweier Währungen mit ungleicher Basiswährung ergibt).
(Euro/Pfund) = (Euro/Dollar) × (Dollar/Pfund)
Stimmen der Wechselkurs am Markt (erster Term) und der implizierte Wechselkurs (zweiter Term) überein, so ergibt sich keine Arbitragemöglichkeit. Nur bei einem Ungleichgewicht besteht eine Möglichkeit, risikolose Gewinne zu erwirtschaften.
(Euro/Pfund) ≠ (Euro/Dollar) × (Dollar/Pfund)

## Mechanismus der triangulären Arbitrage
Stimmen der Wechselkurs, der von einer Bank gefordert wird, und der implizierte Wechselkurs nicht überein, so können andere Banken oder Händler die vorhandene Divergenz dazu nutzen, um risikolose Gewinne zu erwirtschaften.
Beispiel: Ein Händler hat folgende Wechselkurse gegeben:
1,1555 EUR/GBP oder 0,86543 GBP/EUR
0,76388 EUR/USD oder 1,3091 USD/EUR
1,5386 USD/GBP oder 0,64994 GBP/USD
1. Schritt: Die Summe in Pfund, die der Händler beim Verkauf von 100,00 EUR erhält, beträgt:
100,00 EUR × 0,86543 GBP/EUR = 86,543 GBP
2. Schritt: Verkauft der Händler daraufhin die 86,543 GBP für USD, so erhält er einen Betrag von:
86,543 GBP × 1,5386 USD/GBP = 133,155 USD
3. Schritt: Der Händler verkauft im letzten Schritt die 133,155 USD gegen EUR und erhält:
133,155 USD × 0,76388 EUR/USD = 101,714 EUR
Der daraus resultierende risikolose Gewinn ergibt sich aus der Differenz aus:
101,714 EUR -  100,00 EUR = 1,714 EUR
Der Return on Investment beträgt:
1,714 % = (101,714 EUR / 100,00 EUR) - 1
Der Gleichgewichtswechselkurs errechnet sich durch den Kreuzkurs zwischen USD und GBP:
1,3091 USD/EUR × 1,1555 EUR/GBP = 1,5126 USD/GBP
Der gegebene Wechselkurs (1,5386 USD/GBP) ist im Vergleich zum Gleichgewichtswechselkurs (1,5126 USD/GBP) um 1,714 % zu hoch.
[(1,5386 USD/GBP) / (1,5126 USD/GBP)] - 1 = 1,174 %
Die Messung der Veränderung des Wechselkurses kann auch durch folgende Formel ausgedrückt werden:
%ΔUSD = [(Anfangskurs - Endkurs) / Endkurs] × 100 = 1,174 %